# Antonio Fogazzaro

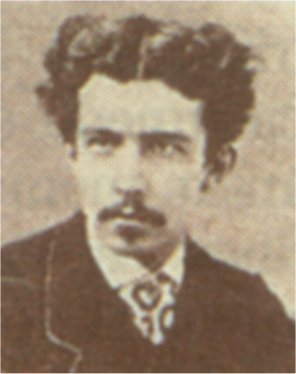
Antonio Fogazzaro

Antonio Fogazzaro (* 25. März 1842 in Vicenza; † 7. März 1911 ebenda) war ein italienischer Schriftsteller.

## Leben
Aus wohlhabender Familie stammend, promovierte er 1864 in Turin in Rechtswissenschaft. In Mailand besuchte er die Bewegung der Scapigliatura. 1869 kehrte er nach Vicenza zurück und arbeitete als Rechtsanwalt. Bald verließ er diesen Beruf, um sich ganz der Literatur zu widmen. Er war Mitglied in der Accademia Roveretana degli Agiati. 1890 wurde Fogazzaro zum Senator ernannt, die erste Nominierung 1896 war nicht bestätigt worden.
Fogazzaro fand neue Mittel zur Auslegung in den Theorien des Positivismus und Evolutionismus. Seine Werke Il santo und Leila setzte die katholische Kirche 1905 bzw. 1911 auf den Index Librorum Prohibitorum.
In Deutschland wurde sein Werk u. a. durch Martin Spahn bekannt gemacht.

## Piccolo mondo antico
Im Jahr 1895 erschien sein Meisterwerk Piccolo mondo antico (Kleine antike Welt), über das er seit 1889 nachgedacht und an dem er langsam gearbeitet hatte. Es spielt in den Jahren vor dem Zweiten Unabhängigkeitskrieg vor der Kulisse des Luganersees und erzählt die Geschichte der Familie des adligen Franco Maironi, eines Katholiken und Liberalen, und der kleinbürgerlichen Luisa Rigey, deren Ehe von der pro-österreichischen Marquise Orsola, Francos Großmutter, abgelehnt wurde. Die wirtschaftlichen Schwierigkeiten und der tiefe Sinn für Offenheit und Gerechtigkeit, der Luisa im Gegensatz zu Francos flexiblem Charakter beseelt, erschweren die Beziehung des Paares bis hin zur Trennung, als ihre kleine Tochter Maria durch Ertrinken im See stirbt; doch während Luisa sich in sich selbst verschließt und sich dem Spiritismus widmet, in der Illusion, den Kontakt zu dem Kind wiederherzustellen, zieht Franco nach Turin, wo er arbeitet und sich der Notwendigkeit bewusst wird, aktiv an der Befreiung der italienischen Länder von der österreichischen Besatzung teilzunehmen.
Der Roman endet mit der Begegnung des Paares auf der Isola Bella im Jahr 1859, wo Franco sich zum lombardischen Ufer des Langsees einschifft, um mit den italienischen Truppen zu kämpfen: Die Ankündigung der Wiederbelebung des Risorgimento deutet auf eine bevorstehende, erneuerte Beziehung zwischen Franco und Luisa hin.

## Werke

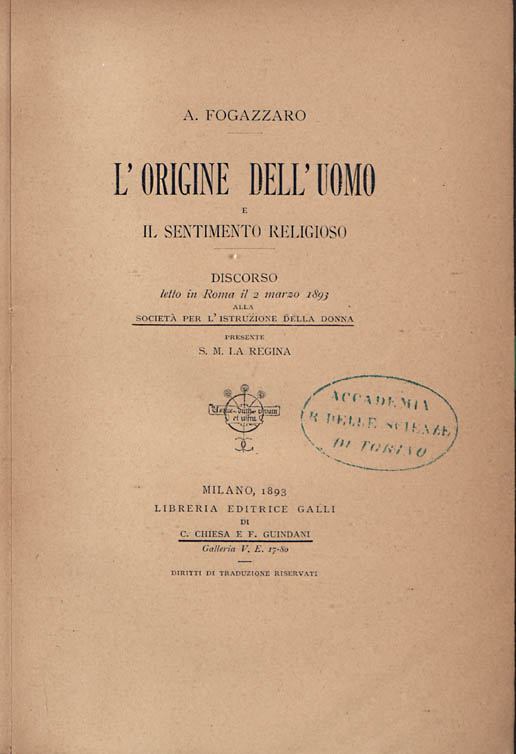
L’Origine dell’uomo (1893)

- Miranda, Kleines Gedicht in Versen, 1874
- Valsolda, Versammlung zur Ehre von Valsolda, 1876
- Malombra, Roman, 1881
- Daniele Cortis, Roman, 1885, veröffentlicht in deutscher Übersetzung unter dem Titel Daniele Cortis (Stuttgart 1888)
- Fedele, Erzählungen, 1887, veröffentlicht in deutscher Übersetzung von Alwin Weise (Graz 1907)
- Il mistero del poeta, Roman, 1888, veröffentlicht in deutscher Übersetzung unter dem Titel Das Geheimnis des Dichters (Berlin 1904 und Regensburg 1925)
- Piccolo mondo antico, Roman, 1895, veröffentlicht in deutscher Übersetzung von Maximiliane von Weißenthurn unter dem Titel Die Kleinwelt unserer Väter[4] und von Georg Goyert unter dem Titel Kleine alte Welt
- Discorsi, Aufsatz, 1898
- Scienza e dolore, Aufsatz, 1898
- Il dolore nell’arte, Aufsatz, 1901
- Piccolo mondo moderno, Roman, 1901
- Il santo, Roman, 1905, veröffentlicht in deutscher Übersetzung von Maria Gagliardi unter dem Titel Der Heilige und in englischer Übersetzung unter dem Titel The Saint
- Leila, Roman, 1910, veröffentlicht in deutscher Übersetzung von Maria Gagliardi unter dem Titel Leila

## Verfilmungen
- 1940: Kleine alte Welt
- 1942: Malombra